# Joseph-Nicolas Guyot
Pour les articles homonymes, voir Joseph Guyot et Guyot.
Joseph-Nicolas Guyot est un jurisconsulte français, membre du bureau de consultation et de révision du ministère du Grand Juge, né le 2 décembre 1728 à Saint-Dié (duché de Lorraine) et mort le 7 mars 1816 à Paris.

## Biographie
Issu d'une famille vosgienne dont le premier membre connu est Georges Guyot, anobli par lettres en 1441, Joseph-Nicolas Guyot est le fils de Nicolas Guyot, licencié in utroque jure en 1726 et inscrit, la même année, au registre des matricules des avocats près la cour souveraine de Lorraine et de Barrois,.
Destiné par son père à une carrière militaire, il rejoint le régiment d'infanterie de Montureux avec lequel il sert lors de la guerre de Succession d'Autriche. Mais, à la suite de la paix d'Aix-la-Chapelle, signée le 18 octobre 1748, son régiment est dissout et il est démobilisé,,.
Rendu à la vie civile, Guyot entre à l'université de Pont-à-Mousson pour y suivre des études de droit,,,. Vers 1746-1748, il y obtient sa licence in utroque jure,. Le 16 décembre 1748, il est inscrit au registre des matricules des avocats près la cour souveraine de Lorraine et de Barrois,,,,. Le 12 octobre 1753, il est pourvu de l'office de conseiller de l'hôtel de ville de Bruyères puis, le 10 juin 1757 (ou 1759), de celui de conseiller au bailliage de Bruyères,. Mais, à la mort du duc Stanislas, survenue le 23 février 1766 à Lunéville, la France annexe la Lorraine et le Barrois. Guyot conserve son office de conseiller jusqu'en 1768, date à laquelle il quitte ses fonctions pour s'installer à Paris,.
Guyot collabore alors à la rédaction du Grand Vocabulaire françois, publié par Charles-Joseph Panckoucke, puis à l'Encyclopédie méthodique, également publiée par Panckoucke. Il acquiert sa renommée avec le Répertoire universel et raisonné de jurisprudence civile, criminelle, canonique et bénéficiale dont il dirige la rédaction et la publication sous le pseudonyme de « Monsieur G***, écuyer, ancien magistrat ». Philippe-Antoine Merlin, dit Merlin de Douai, rachètera par la suite le Répertoire dont il publiera une troisième édition en 1807, une quatrième de 1812 à 1826 et une cinquième en 1827 et 1828.
Le 3 janvier 1795, Guyot est nommé juge au Tribunal de cassation par la Convention,,. Mais, neuf mois plus tard, il en est exclu (ou contraint de démissionner, la loi du 3 brumaire an IV ayant interdit aux enfants et parents d'émigrés d'occuper des emplois publics,). En 1796, Merlin de Douai, ministre de la Justice, le fait entrer dans ses bureaux. Guyot devient membre du bureau de consultation et de révision, emploi qu'il occupe jusqu'à sa mise à la retraite en 1814,.
Guyot meurt le 7 mars 1816 à Paris,.
Joseph-Nicolas avait épousé Marie Faicourt avec laquelle il avait eu un fils, Hector.

## Œuvres
- Joseph-Nicolas Guyot (dir.), Répertoire universel et raisonné de jurisprudence civile, criminelle, canonique et bénéficiale, Paris, J. Dorez, 1775-1783, 1re éd., 64 vol., in-8o (OCLC 301347939, BNF 30565302, SUDOC 06766637X) (lire en ligne sur Gallica)
- Joseph-Nicolas Guyot (dir.), Répertoire universel et raisonné de jurisprudence civile, criminelle, canonique et bénéficiale, 17 vol. in-4°, Visse, Paris, 1784-1785 (disponible sur Google Livres)
- Joseph-Nicolas Guyot (dir.), Traité des droits, fonctions, franchises, exemptions, prérogatives et privilèges annexés en France à chaque dignité..., 4 vol., Visse, Paris, 1786-1788 (lire en ligne sur Gallica)
- Joseph-Nicolas Guyot (dir.), Recueil général analytique et raisonné des lois qui régissent l'Empire français, relativement aux objets divers sur lesquels s'étendent l'inspection et l'action de l'autorité publique, 4 vol., Vanraest, Paris, 1811-1813 (lire en ligne sur Gallica)